# Bikarata
Benoît Joseph Menyamda Tchogmo, plus connu sous le pseudonyme de Bikarata de Herriguina est né en 1979 à Mvoua. Alors surnommé le génie de la comédie, Il est comédien duo avec l'humoriste et comédien Athanase Mvondo (Edoudoua non glacé).

## Biographie

### Études
Menyamda fait ses études secondaires au lycée d'Obala. Ses études universitaires se font à l'Université de Yaoundé 1, où il obtient un Master 1 en arts du spectacle et cinématographie.

### Carrière
Le 11 février 1988, Menyamda fait sa première scène publique en classe du cours moyen 1 à Batschenga. Arrivé au lycée d'Obala, il intègre le club théâtre des la classe de sixième. En 1992, il fait sa première émission radio Sacré Mercredi au poste national (CRTV radio). De 1992 à 1999, il se met en exergue dans l'émission Radio de vos Vacances. D'autres expériences radiophoniques, notamment à la FM 94, telles que la rubrique Rigolade dans l'émission étincelle par Foly Dirane et les Salauds du Fou Rire FM 94 avec Jean Same Mboma, aussi Gardons le Sourire avec Foly Dirane et Charles Zé Messanga forge sa carrière artistique.
En 2000, Menyamda apparaît en tant qu'acteur pour la première fois dans le film Mon laissez-passer. Plus tard, il est scénariste et réalisateur sans les courts métrages un coup, prise d'otage, temps mort, les profiteurs. En tant qu'uniquement réalisateur, d'autres courts métrages sont à son actif tels que poison asymétrique, halte à la tuberculose, et les séries tonton, campus U et draguologue.

### Collaboration avec Athanase Mvondo (Edoudoua non glacé)
Menyamda et Athanase Mvondo font connaissance en 1994 au lycée d'Obala dans le club théâtre. Ils deviennent pendant de nombreuses années des partenaires de scène; ils offrent au public des années de prestations comiques restées dans les mémoires. Mais plus tard, le duo commence à se faire rare. Le public note que les deux comédiens ne partagent plus ensemble les scènes. Dans un media, à la question sur cette fin de collaboration, Menyamda évoque le caractère rusé et égoïste de son ancien partenaire de scène.

## Récompenses
Meilleur sitcom 2004 sur Canal 2.

## Filmographie

### Réalisateur
- Temps mort
- Un coup
- Prise d'otage
- Les profiteurs
- Poison asymétrique
- Halte à la tuberculose
- Tonton (série)
- Campus (série)
- Draguologue (série)

### Producteur
- Kmer All Star 237